# لودفيك غروس
لودفيك غروس (بالإنجليزية: Ludwik Gross؛ بالبولندية: Ludwik Gross) هو عالم فيروسات أمريكي وبولندي، ولد في 11 سبتمبر 1904 في كراكوف في بولندا، وتوفي في 19 يوليو 1999 في نيويورك في الولايات المتحدة بسبب سرطان المعدة.